# Manresa

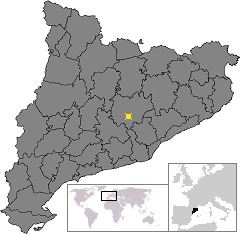
Położenie

Herb Manresy

Manresa – miasto w północno-wschodniej Hiszpanii, w regionie Katalonia, na północny zachód od Barcelony.
Po pielgrzymce na Montserrat w jaskini w pobliżu Manresy spędził kilka miesięcy św. Ignacy Loyola. Miasto jest ośrodkiem pielgrzymkowym, a jego nazwa ma znaczenie w symbolice duchowości ignacjańskiej.
W mieście znajdują się liczne zabytki, m.in. katedra La Seu, most Vell Pont a także dwa teatry Cosenvatori i Kursal.
W mieście jest stacja kolejowa Manresa.
W Manresie siedzibę ma klub koszykówki BAXI Manresa występujący w lidze ACB.